# Anna Fedorowa
Anna Borysiwna Fedorowa (ukr. А́нна Бори́сівна Фе́дорова; ur. 1990 w Kijowie) – ukraińska pianistka.

## Życiorys
Pochodzi z rodziny muzyków: jej rodzice: Tatiana Abajewa i Boris Fedorow byli pianistami i jej pierwszymi nauczycielami – zaczęła naukę gry na fortepianie w wieku pięciu lat. Ukończyła szkołę muzyczną im. Łysenki w Kijowie w klasie Borisa Fedorowa w 2008 roku. Ukończyła z wyróżnieniem studia w  Royal College of Music. 
Uczyła się m.in. u Leonida Margariusa, Normy Fisher, Alfreda Brendela, Andrása Schiffa. W jej repertuarze koncertowym znajdują się dzieła m.in. Ludwiga van Beethovena, Piotra Czajkowskiego, Siergieja Rachmaninowa. Jeden z jej koncertów transmitowanych online z amsterdamskiej sali Concertgebouw osiągnął ponad 31 mln wyświetleń – jest to wykonanie II koncertu fortepianowego Siergieja Rachmaninowa. Krytycy porównywali jej styl gry do wykonań Alicii de Larrochy czy Marthy Argerich. Podpisała kontrakt w wytwórnią Channel Classics Records w 2017 roku.

## Nagrody
- 4. Międzynarodowy Konkurs im. Fryderyka Chopina dla młodych pianistów – 2. miejsce ex aequo z Lucasem Geniušasem (2004)[8]
- Nagrody Dorothy McKenzie – International Keyboard Institute and Festival (2006, 2007, 2008)[4]
- Międzynarodowy Konkurs Młodych Pianistów „Arthur Rubinstein in memoriam” – 1. miejsce ex aequo z Jiyeong Mun(inne języki) (2009)[9]
- Verbier Festival Academy Award (2012)[4]
- Prix Denis Antoine (2012)[4]
- III nagroda i nagroda publiczności – konkurs w Lyonie (2012)[4]

## Dyskografia

### Albumy solowe
- Story Teller[5]
- Four Fantasies[5]

### Inne
- Silhouettes – w duecie z altowiolistką Daną Zemtsow[5]
- Fedorova: Rachmaninoff Piano Concerto No. 1[10] (z Sinfonieorchester St. Gallen(inne języki))[5]